# Innungshaus der Schuster

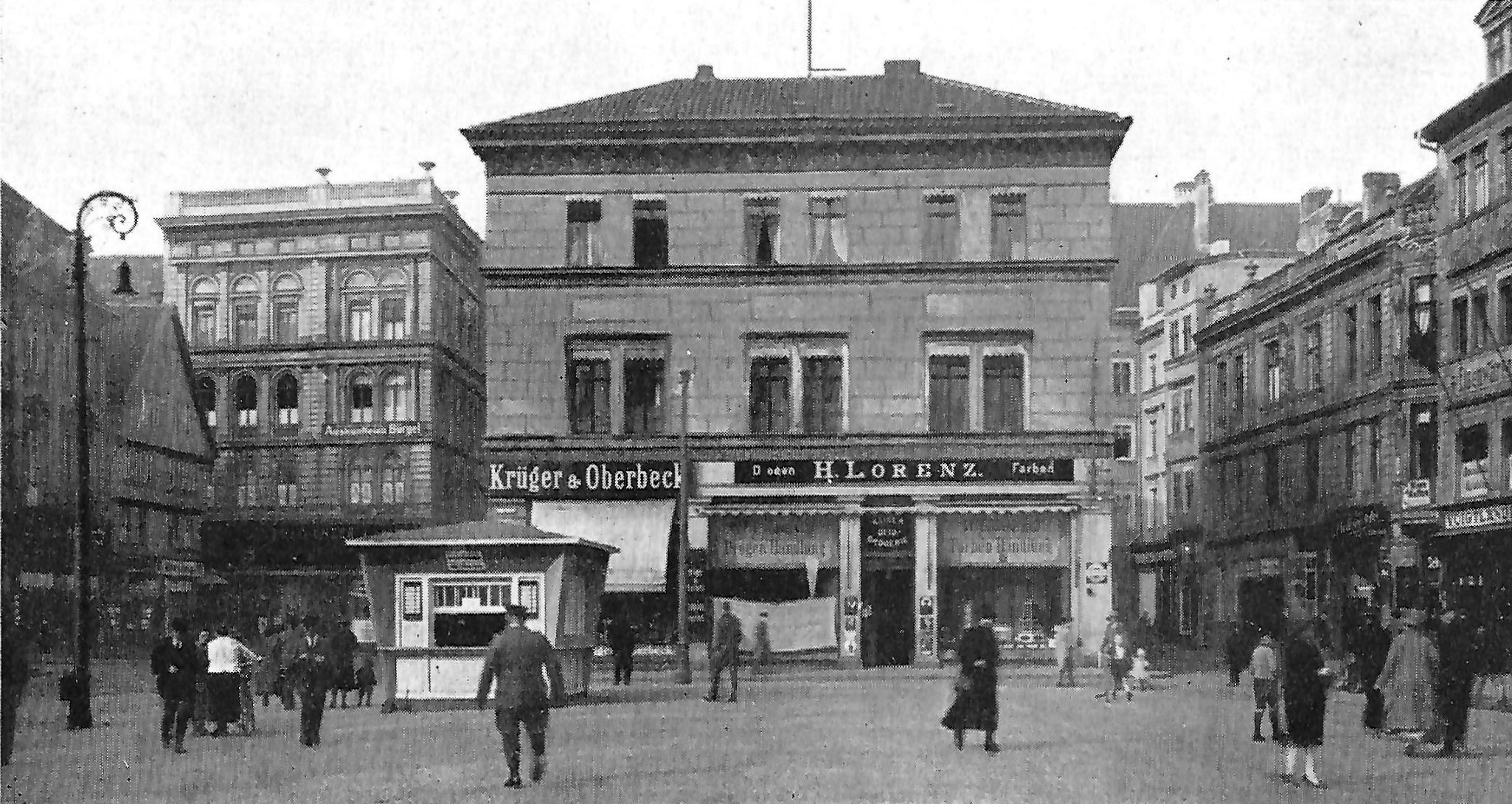
Blick von Osten, 1927 oder früher

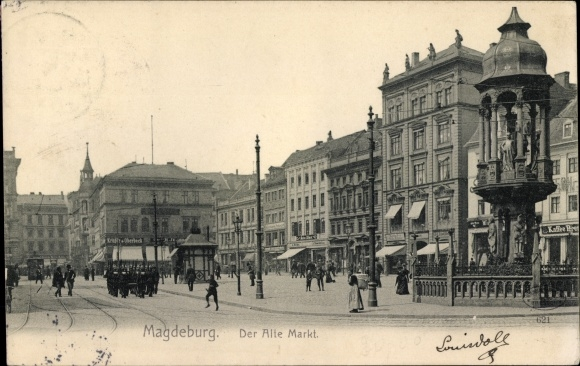
Alter Markt, Blick auf die Westseite

Das Innungshaus der Schuster war ein historisches Gebäude in Magdeburg im heutigen Sachsen-Anhalt.

## Lage
Es befand sich auf der Westseite des Alten Markts an der ehemaligen Adresse Alter Markt 28, wo es zusammen mit den Gebäuden Nr. 32 und 33 einen Block bildete. Dies entspricht in etwa der heutigen Adresse Alter Markt 12. Es lag südlich vor der Nordkante der Bebauung des Alten Markts (Alter Markt 25 und 26) und stand somit auf dem Platz. Das Innungshaus befand sich damit in einer städtebaulich markanten Position gegenüber dem Alten Rathaus.

## Geschichte
Ursprünglich war das Gebäude das Innungshaus der Schuster und Lohgerber. Diese Funktion hatte es seit unvordenklichen Zeiten inne. Dazu gehörten auch die später mit eigenen Hausnummern versehenen Häuser Alter Markt 32 und 33, die den südwestlichen Teil des Blocks einnahmen.
Bei der Zerstörung der Stadt 1631 brannte der Block, vermutlich durch die isoliertere Lage auf dem Platz, nicht ab. Spätere Pläne den Block abzureißen und so die Fläche des Alten Markts im Westen auszuweiten, wurden, wohl aus finanziellen Gründen nicht umgesetzt. Im Jahr 1653 wohnte im Haus der Schulmeister Nikolaus Benneke. 1696/1697 wurde das Haus ausgebaut. Andere Angaben geben eine Fertigstellung für das Jahr 1695 an, wobei die Giebel erst nach 1700 fertig wurden. Es wendete seine breite Seite dem Alten Markt zu und stand so gegenüber dem Rathaus.
In direkter Nachbarschaft des Innungshauses lag an der Nordwestecke des Marktplatzes der Lederhof (1376 „curia corii“ bezeichnet), später Lohgerber-Hof (1465) genannt (Alter Markt 25, Buttergasse 4–8). Mit ihm verbunden war der Alte Scharrn der Fleischerinnung (Alter Markt 26/27, Schwertfegerstraße 22/23). Die Fleischer lieferten den Lohgerbern die Häute, diese den Schustern das Leder. Aufgrund dieser engen Zusammenarbeit der Gewerbe hatte diese sich vermutlich bereits in ottonischer Zeit hier niedergelassen, zwar nahe dem Markt, aber noch außerhalb desselben, an der ersten Westmauer, eine frühmittelalterliche hygienische Vorbeugungsmaßnahme.
Da das Gebäude in der Buttergasse bereits im 17. Jahrhundert mit dem Namen Petershof erwähnt wird, kann angenommen werden, dass der Lederhof an der Buttergasse älter ist als das gegenüberliegende spätere Innungshaus der Schuhmacher auf Alter Markt 28.
Es gibt mehrere Nachrichten zu den im Haus auch schon 1631 befindlichen Läden, allerdings ist eine konkrete Zuordnung zu bestimmten Läden nicht möglich. Ein Laden gehörte 1652/1653 Joachim Dreier, während der Weißkramer Karl Wermuth Eigentümer eines anderen Ladens war. Wermuths Witwe veräußerte den Laden 1697 an den Handelsmann Christian Warmuth. Ein anderes Geschäft gehörte 1688 und auch noch 1704 dem Weißhändler Christoph Schröder. An der nordwestlichen Ecke befand sich ein Laden, den 1639 der Seidenkramer Hans Linekogel (auch Lindekogel) besaß. 1643 traten seine Erben den Nachlass an Bürgermeister David Brauns ab. Dann gehörte er dem Handelsmann Simon Lüdecke, der 1645 starb.
Das Haus hatte im unteren Stock „Materialisten-, Seyden und Leinwands Crahm-Laden“, und neben einem großen Saal gab es verschiedene Wohnungen. In der großen Stube, die dem Rathaus gegenüber lag, bewirtete der Stückmeister (das war der eben zum Meister ernannte Geselle) seine Gildebrüder, die in acht Gruppen am „Ofentisch“, „Peterstisch“, „Winkeltisch“ und mehr Tischen saßen. Über die drei Morgensprachen wurden wichtige Mitteilungen gemacht. Der Bau des Schusterhauses wurde 1675 begonnen.  Ab 1689 war es nur noch das Innungshaus der Schuster. 1711 trennte sich die Gilde der Lohgerber, um in ihr eigenes Haus Alter Markt 25 zu ziehen (Petersburg genannt nach dem Patron der Innung). Diese Notizen in den Urkunden des Magdeburger Stadtarchivs bzw. des Geschichtsvereins (das „Schuster und Lohgerber Gildehaus“ war ein „alt Gebäude“ sowie die Tatsache, dass 1675 die Schusterinnung zu bauen anfing und der Neubau der Loh- und Rohgerber 1711) lassen darauf schließen, dass es umgebaut werden musste, weil es entweder aufgrund seines Alters baufällig geworden war oder durch den Brand 1631 stark beschädigt wurde.
1798 wurde beschlossen das Innungshaus am Alter Markt 28 nicht mehr für fremde Hochzeitsfeiern zu überlassen. Ab dem 19. Jahrhundert wurde es von verschiedenen Kaufleuten und Händlern genutzt. Das Gebäude gehörte der Innung bis zu deren Auflösung im Jahr 1808. Es ging dann in den Besitz der Stadt Magdeburg über.
1830 wurde das Haus abgerissen, danach ein Neubau errichtet. Der Keller des Hauses bestand aus einem drei Joche umfassenden Kreuzgewölbe sowie einem kleineren schmalen Tonnengewölbe. Beide Teile gingen wohl auf das 13. Jahrhundert zurück. Am 1. November 1894 wurde das Reichspostamt „Magdeburg 4“ in das Gebäude Alter Markt 28 verlegt.

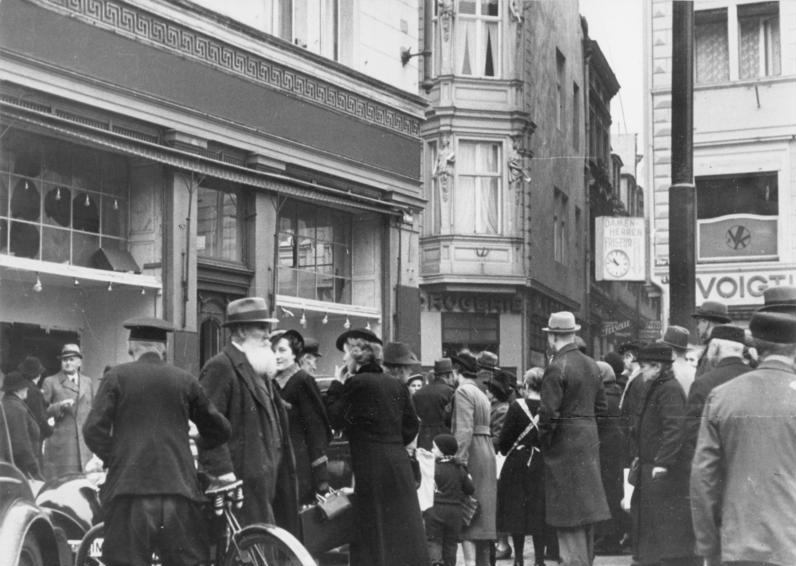
Zerstörung im Haus Alter Markt 28 (links) nach der Reichspogromnacht 1938

Während der Reichspogromnacht 1938 wurde ein im Erdgeschoss bestehendes Geschäft jüdischer Inhaber zerstört.
Im Zweiten Weltkrieg wurde das Haus zerstört. Bei archäologischen Untersuchungen wurde der Ansatz der Ostwand freigelegt. Sie war aus unregelmäßigen Bruchsteinen gefügt und in dieser Form an der Stelle wohl im 17. Jahrhundert entstanden.

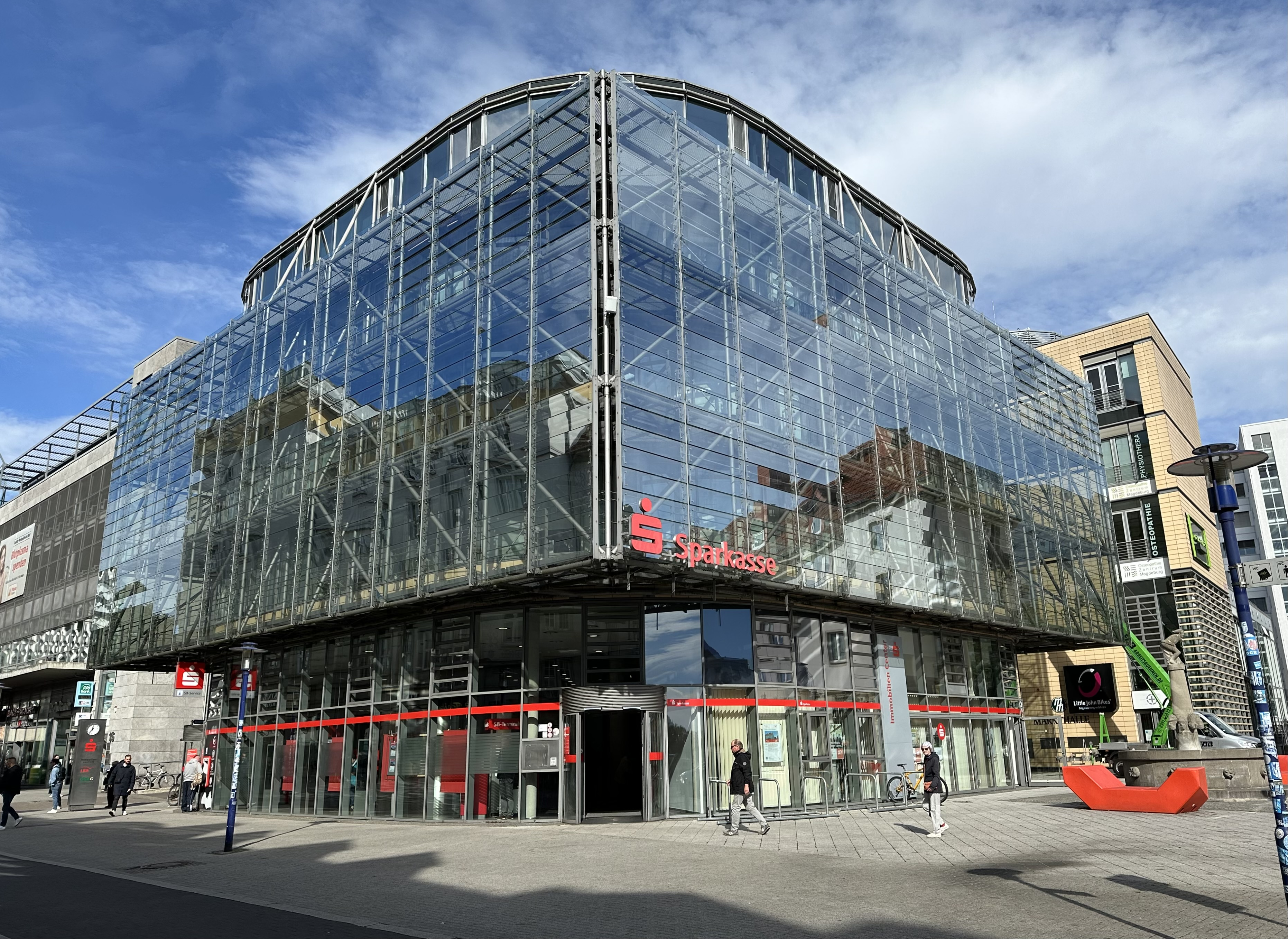
Neubau, 2024

Anfang des 21. Jahrhunderts wurde der Bereich mit einem Neubau für die Stadtsparkasse Magdeburg wieder bebaut und der Alter Markt so auf seiner Westseite wieder geschlossen.